# 24-й окремий дивізіон річкових катерів (Україна)
24-й окремий дивізіон річкових катерів (24 ОДнРчК, в/ч А1368) — дивізіон артилерійських катерів у складі ВМБ «Південь» ВМС України.

## Історія
Дивізіон було створено в січні 2013 року й планувалося озброїти його новими малими броньованими артилерійськими катерами проєкту 58155 «Гюрза-М». Від створення в січні 2013 року до складу дивізіону були передані однотипні артилерійські катери зі складу дивізіону охорони й обслуговування Західної ВМБ, задля підготовки екіпажів та відпрацювання роботи дивізіону, а новозбудовані катери мали надходити в міру виготовлення промисловістю. Планувалось його озброєння 9 малими броньованими артилерійськими катерами, контракт на будівництво яких було підписано 25 жовтня 2012 року.
У 2014 році дивізіон розформовано, а плавсклад разом особовим складом було передано до 1-го дивізіону охорони та забезпечення.

## Структура
- Артилерійський катер пр. 1400М «Скадовськ» (б/н Р170).
- Артилерійські катери пр. 363У: 
  - «АК-01 «Рівне» (б/н Р172),
  - «АК-02» (б/н Р173).

## Командування
- капітан 3-го рангу Роман Кодимський (2013)
- Віталій Лежнюк (2014)[2]